# Madman Across the Water
Madman Across the Water – jest to czwarty studyjny album muzyczny nagrany przez brytyjskiego piosenkarza Eltona Johna i wydany w 1971 roku. Tytułowa piosenka, "Madman Across the Water", miała początkowo być wydana na poprzednim albumie Eltona - Tumbleweed Connection. Ostatecznie nie została tam zamieszczona i posłużyła jako utwór tytułowy kolejnego albumu. Poprzednia wersja utworu (z sesji do Tumbleweed Connection) nadal jest możliwa do znalezienia, zwłaszcza na Tumbleweed Connection  wersji CD. Kiedy "Madman.." został wydany na nowo w ramach kolekcji 'The Classic Years', był pierwszym, który nie zawierał żadnych utworów dodatkowych.

## Lista utworów
| 1. | Tiny Dancer             | 6:17  |
|    |                         |       |
| 2. | Levon                   | 5:22  |
|    |                         |       |
| 3. | Razor Face              | 4:44  |
|    |                         |       |
| 4. | Madman Across the Water | 5:57  |
|    |                         |       |
| 5. | Indian Sunset           | 6:46  |
|    |                         |       |
| 6. | Holiday Inn             | 4:16  |
|    |                         |       |
| 7. | Rotten Peaches          | 4:58  |
|    |                         |       |
| 8. | All the Nasties         | 5:09  |
|    |                         |       |
| 9. | Goodbye                 | 1:48  |
|    |                         |       |
|    |                         | 45:17 |
|    |                         |       |